# Deslongchampsina
Deslongchampsina is een geslacht van uitgestorven machimosauride crocodyliformen uit de Cornbrashformatie uit het Midden-Jura (Bathonien) van Engeland en Frankrijk, mogelijk van de Calcaire de Caen. De enige benoemde soort is Deslongchampsina larteti. 

## Naamgeving
In 1866 benoemde Jacques Amand Eudes-Deslongchamps een Teleosaurus larteti. De soortaanduiding eert Édouard Lartet. In 1868 veranderde hij de naam in een Steneosaurus larteti. Het holotype, een skelet met schedel, was aan Deslongchamps geschonken door de politicus Abel Vautier en geprepareerd door Stahl. Het werd vernietigd door het bombardement op Caen in 1944. 
Steneosaurus was een afvalbaktaxon. In 2019 werd een apart geslacht Deslongchampsina benoemd door Michela Johnson, Mark T. Young en Stephen Brusatte. De naam eert vader en zoon Jacques Amand en Eugène Eudes-Deslongchamps. Als neotype wezen ze de schedel OUMNH J.29851 aan, gevonden bij Emslow Bridge.

## Beschrijving
De schedel van het neotype heeft een lengte van eenenvijftig centimeter van de snuitpunt tot de voorrand van de oogkassen gemeten.
In 2019 werden enkele autapomorfieën vastgesteld, unieke afgeleide eigenschappen. De praemaxillae zijn iets ingesnoerd achter de neusgaten wat ze een afgeronde bolle vorm geeft. De achterste takken van de neusbeenderen zijn overdwars smal. De neusbeenderen lopen geleidelijk maar duidelijk naar voren en beneden af.
Zijn snuit was niet zo langwerpig als sommige andere teleosauroïden (dus mesorostrine), en de vorm van zijn kaken en tanden suggereren dat het een generalistisch roofdier was, in tegenstelling tot de krachtigere even oude machimosaurine Yvridiosuchus.

## Fylogenie
Deslongchampsina werd in 2019 in de Teleosauroidea geplaatst.